# Guldgrävarna
Guldgrävarna är en svensk svartvit film från 1959 i regi av Bengt Järrel. I rollerna ses bland andra Carl-Gustaf Lindstedt, Arne Källerud och Ullacarin Rydén. Filmen var Järrels sista som regissör.

## Om filmen
Filmen spelades in 1958 i Metronomes studio i Stocksund samt på ytterligare platser i Stockholm, bland annat Östermalmstorg och Berns salonger. Fotograf Bengt Lindström och kompositörer Ulf Peder Olrog och Gunnar Lundén-Welden. Filmen klipptes av Lennart Wallén och premiärvisades den 26 januari 1959 på biograf Royal i Gävle. Den var 94 minuter lång och barntillåten.

## Handling
Smålänningarna Carl Gustafsson och Arne Arnesson tar till flykten efter ett kortspel har spårat ur. De flyr till USA.

## Rollista
- Carl-Gustaf Lindstedt – Carl Gustafsson den äldre/Carl Gustafsson den yngre/Charlie Gus
- Arne Källerud – Arne Arnesson den äldre/Arne Arnesson den yngre/Ernie Ernieson
- Ullacarin Rydén – Vanja
- Birger Malmsten – mördaren i Undanskog/Jimmy Wilson
- Inger Juel – Irma
- Bengt Brunskog – King
- Börje Mellvig – Mr. Neone
- Gösta Prüzelius – gangsterledare
- Tord Peterson – gangster
- Lars Lennartsson – tankeläsare
- Sangrid Nerf – tankeläsarens partner
- Elsa Ebbesen-Thornblad – dam på Berns
- Axel Högel – Vanjas far
- Birger Lensander – fordringsägare
- Gregor Dahlman – fordringsägarens kamrat
- Hans Lindgren – två ämbetsmän och en ämbetskvinna
- Stig Grybe – tjänsteman
- Arne Lindblad – portier
- Ulf Lindqvist – barpianist
- Birger Åsander – jätten
- Sture Ström – sheriff
- Curt Löwgren – indian
- Curt "Minimal" Åström – indian
- Inga Hodell – båtpassagerare
- Mille Schmidt – bilskojare
- Carl-Axel "Sluggo" Carlsson – bilist
- Gunnar "Knas" Lindkvist – bilist
- John Norrman – bonde
- Georg Skarstedt – bonde
- Nils "Knas" Ohlson – järnvägsarbetare
- Paco de Lucio Fiesta Ballet

### Fotnoter
1. 1 2 3  ”Guldgrävarna”. Svensk Filmdatabas. http://sfi.se/sv/svensk-filmdatabas/Item/?itemid=4582&type=MOVIE&iv=Basic&ref=/templates/SwedishFilmSearchResult.aspx?id%3d1225%26epslanguage%3dsv%26searchword%3dguldgr%C3%A4varna%26type%3dMovieTitle%26match%3dBegin%26page%3d1%26prom%3dFalse. Läst 14 april 2013.